# Ulica Jana Ciszewskiego w Warszawie
Ulica Jana Ciszewskiego – ulica w warszawskiej dzielnicy Ursynów.

## Położenie i charakterystyka
Ulica biegnie w warszawskiej dzielnicy Ursynów od ulicy ppłk. Zbigniewa Stanisława Kiedacza do skrzyżowania z ulicą rtm. Witolda Pileckiego, gdzie przechodzi w ulicę Wilhelma Roentgena. Na odcinku od Nowoursynowskiej do Pileckiego ma status drogi powiatowej (nr 5603W). Stanowi granicę pomiędzy obszarami Miejskiego Systemu Informacji Ursynów-Centrum i Ursynów Północny, a także pomiędzy Ursynowem-Centrum a Starym Służewiem. Jej długość wynosi około 1,89 km.
Pierwszą oficjalną nazwę ulicy biegnącej między ulicą rtm. Witolda Pileckiego (ówcześnie Pawła Findera) a ulicą Jana Rosoła Rada Narodowa m.st. Warszawy nadała w 1975 roku. Patronem został działacz robotniczy Józef Feliks Ciszewski. Wcześniej ulica ta określana była roboczą nazwą Poleczki-Bis. Najpóźniej w 1980 roku przebieg ulicy przedłużono na wschód do Nowoursynowskiej. W 2017 roku Rada m.st. Warszawy zdecydowała o zmianie patrona na dziennikarza i sprawozdawcę sportowego Jana Ciszewskiego. Zmiana została dokonana w związku z wejściem w życie ustawy o zakazie propagowania komunizmu lub innego ustroju totalitarnego przez nazwy budowli, obiektów i urządzeń użyteczności publicznej. Nazwę zaproponował Instytut Pamięci Narodowej. Wśród innych propozycji był również patronat Józefa Ciszewskiego, byłego piłkarza Legii Warszawa, Polonii Warszawa i Cracovii. W 2018 roku przedłużono ulicę do skrzyżowania z ulicą Zbigniewa Stanisława Kiedacza.
Ulica kończy się na wschodzie na przedpolu i w otulinie rezerwatu przyrody Skarpa Ursynowska. Planuje się dalsze przedłużenie ulicy w celu połączenia Ursynowa z Wilanowem. Zgodnie z miejscowym planem zagospodarowania przestrzennego Wilanowa Zachodniego część II ta projektowana ulica określana jest jako Ciszewskiego-Bis i ma docelowo łączyć się z ulicą Oś Królewska. Długość nowego odcinka drogi ma wynieść 1,4 km.
Przy ulicy zlokalizowane są centrum handlowe KEN Center oraz kampus główny Szkoły Głównej Gospodarstwa Wiejskiego.